# Sojusz Czerwono-Czarny
Sojusz Czerwono-Czarny (alb. Aleanca Kuq e Zi) – albańska nacjonalistyczna partia polityczna założona 20 marca 2012 przez Kreshnika Spahiu. Partia jest przeciwna wstąpienia do Unii Europejskiej.